# Rhabdiopteryx antoninoi
Rhabdiopteryx antoninoi är en bäcksländeart som beskrevs av Vinçon och Ravizza 1999. Rhabdiopteryx antoninoi ingår i släktet Rhabdiopteryx och familjen vingbandbäcksländor. Inga underarter finns listade i Catalogue of Life.